# Juego de pelota

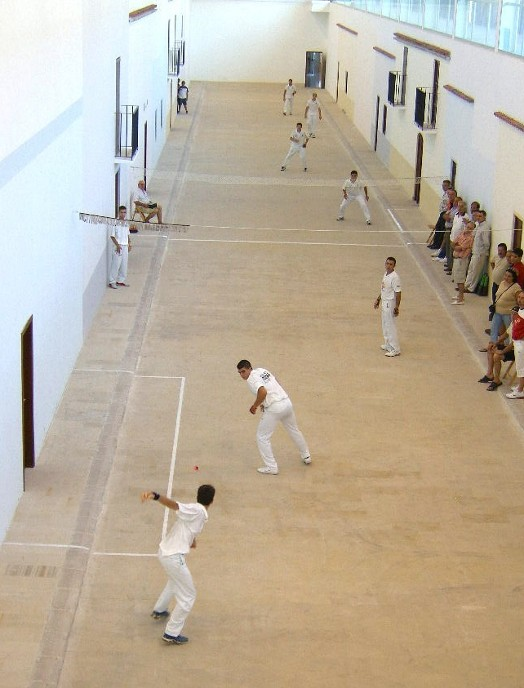
Partido de pelota valenciana en Benidorm.

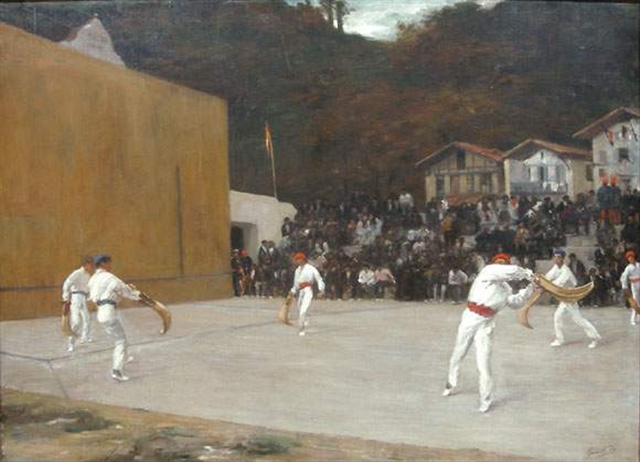
Partido de cesta punta (pintura al óleo).

El juego de pelota es un deporte de competición jugado entre dos o más contrincantes o equipos que consiste en lanzar una pelota contra una pared del frontón con la mano, raqueta o cesta, para que el contrincante la devuelva después del rebote.  Existen diversos orígenes simultáneos en la historia del juego de pelota, como son la pelota vasca, la pelota valenciana; o la pelota tarasca que tiene su origen en la pelota mixteca prehispánica. 
A grandes rasgos, se clasifican en juego directo o indirecto. Siendo directo cuando los jugadores están cotejados, frente a frente (como la pelota valenciana), y juego indirecto cuando todos se cotejan a una misma pared (como es el caso de la pelota vasca). Además, las diversas modalidades se diferencian en la pelota empleada, en el hecho de si se golpea la pelota con la mano o con algún objeto (herramienta), en las medidas y características de la cancha de juego, así como en si la pelota tiene que pasar por encima de una cuerda o en los botes que puede dar en el suelo.

## Pelota de viento
Hay un estudio que trata este tema con cierta profundidad, citando numerosos documentos de autores famosos (Alfonso X de Castilla, que prohibió el juego de pelota, con pena de prisión, Erasmo de Róterdam, Rabelais, Calderón de la Barca, Baltasar de Castiglione, Antonio Scaino, ...).
Uno de los testimonios más importantes, en cuanto a los detalles, es el de Juan Luis Vives (1493-1540). Vives escribió una comparación entre el jeu de paume (jugado con pelotas duras y raquetas con encordado de tripa) y el juego de pelota (similar al de la pelota valenciana actual y jugado con "pelotas de viento" golpeadas con la palma de la mano).
Este testimonio de Juan Luis Vives en el que habla del jeu de paume y compara las cuerdas de las raquetas parisinas de aquel juego con bordones de tripa de la sexta cuerda de la guitarra, ya que las exigencias de una raqueta de tenis con respecto al encordado determinan que las cuerdas de tripa de animal sean muy adecuadas para este uso.
Según un libro de 1840, en Barcelona había un local para "juegos de pelota". No queda claro qué tipo de juego o juegos se jugaban.

## Juegos de pelota en todo el mundo
- Alemania: Faustball
- Argentina: Largas
- Australia: Handball australiano
- Bélgica: Balle pelote, jeu de balle, kaatsen
- Colombia: Chazas
- Ecuador: Pilota ecuatoriana
- España:

- Canarias: Pelotamano
- Comunidad Valenciana: Pelota valenciana
- País Vasco: Pelota vasca
- Segovia: Pelota segoviana

- EE. UU.: Wind-baile
- Francia: Yace de paume, Longue paume
- Frisia (Países Bajos): Juego de pelota a mano frisón (Frisian Handball, kaatsen, Keatsen)
- Gales: Pelota galesa
- Inglaterra: Fives: Eton fives y Rugby fives
- Irlanda: Pelota irlandesa (Gaelic Handball)
- Italia: Pallone
- México: Pelota tarasca, pelota mixteca, juego de pelota mesoamericano
- Perú: Paleta Frontón
- Portugal: Punhobol
- Rumanía

La diferencia entre juego directo e indirecto ha provocado la existencia de dos federaciones internacionales:
- FIPV (Federación Internacional de Pelota Vasca)
- CIJB (Confederación Internacional de Juego de Pelota)

En esta última es donde está integrada la Federación de Pelota Valenciana, y la que organiza, desde 1993, los Campeonatos Internacionales de Pelota: los años pares un Mundial y los años nones un Europeo, en que para reunir las modalidades esparcidas por todas partes se practica el frontón internacional (juego indirecto) y el juego internacional (juego directo).